# Samira Hannoch
Samira Hannoch, född 19 mars 1976 i Libanon, är en libanesisk–svensk personlighet som genom medial uppmärksamhet blev känd inom den syrisk-ortodoxa kyrkan i Sverige för att ha uppgett att hon upplevt uppenbarelser.

## Biografi
Samira Hannoch emigrerade tillsammans med sin familj under libanesiska inbördeskriget från Beirut, Libanon, till Sverige 1987. Familjen bosatte sig i Södertälje.

## Uppenbarelser
År 1992 uppgav hon ha haft en uppenbarelse, där hon bevittnade det libanesiska helgonet Charbel Makhlouf, även kallad Mar Charbel, och Jungfru Maria, för vilket hon blev föremål för mycket uppmärksamhet i svensk och internationell media. 10 000-tals människor från Sverige, Förenta staterna, Österrike och Tyskland uppsökte Hannoch i hemmet i Södertälje och i Sankt Afrems syrisk-ortodoxa kyrka i Södertälje.
Inga under skedde dock och i början av april 1992 upphörde hon att ta emot besökare. Senare samma år vallfärdade hon till Jerusalem. Efter hemkomsten tillbringade hon mycket tid i kyrkan.
Hannoch fortsatte därefter att leva ett anonymt liv och undvika uppmärksamhet.